# Amelia Laskey
Amelia Laskey (12 de diciembre de 1885 - 19 de diciembre de 1973) fue una naturalista y ornitóloga amateur estadounidense; notable por sus contribuciones a la biología a pesar de su carencia de educación formal.

## Educación y vida tempranas
Laskey nació Amelia Rudolph, de padres inmigrantes alemanes, Susan y Frank Rudolph, que vivían en Bloomington, Indiana. Asistió a la escuela en Chicago. Luego se capacitó como estenógrafa antes de su matrimonio.

## Estudios amateur
Su carrera de investigaciones empezó al mudarse a Nashville, Tennessee en 1921. Empezó participando en un club de jardinería. Empezó sus estudios en ornitología, al unirse al Tennessee Ornithological Sociedad en 1928. Sus estudios empezaron con el comportamiento migratorio de vencejos de chimenea, Molothrus, y descubrió que los vencejos de chimenea invernaban en el Perú. También estudió el comportamiento lo Sialia de imbricación y fue la primera en registrar al Gambel gorrión en Tennessee.
Amelia fue particularmente conocida por su estudio del comportamiento de los sinsontes; Laskey señaló el desarrollo de la canción de la especie, el comportamiento de apareamiento y el número de compañeros, tamaños de posturas de huevos; y, defensa del territorio. También descubrió que los Molothrus ater eran monógamos.
Sus publicaciones abarcaron 40 años, de 1933 a 1973, el año de su muerte, e incluían más de 150 artículos en revistas ornitológicas. También fue conocida por su rehabilitación de aves heridas.